# Evgueni Troubetskoï
Le prince Evgueni Nikolaïevitch Troubetskoï (Евгений Николаевич Трубецкой), ou Troubetzkoy, né le 23 septembre (5 octobre) 1863 à Moscou et mort le 23 janvier 1920 près de Novorossiisk, est un philosophe russe.

## Biographie
Evgueni Troubetskoï descend d'une famille illustre, les Troubetskoï. Il est le fils du prince Nikolaï Petrovitch Troubetskoï, cofondateur du conservatoire de Moscou, père de treize enfants, qui fut vice-gouverneur de la province de Kalouga. Sa mère descend des boyards Lopoukhine. Il est très lié avec son frère Sergueï (1862-1905) qui fut aussi un philosophe de renom. Les deux frères étudient ensemble au lycée privé Kreimann de Moscou, puis au lycée de Kalouga. Il est fort influencé dans jeunesse par sa mère qui lui donne de solides bases chrétiennes. À quelques kilomètres du domaine familial, Akhyrta, où les Troubetskoï passent les mois d'été, se trouvent le monastère de Khotkov et le monastère de la Trinité-Saint-Serge que la famille fréquente régulièrement.
En 1879 les deux frères après avoir été tentés par la philosophie positiviste, lisent l'Histoire de la nouvelle philosophie de Kuno Fischer et se tournent vers Platon, Aristote, Kant, Belinski, Dobrolioubov et Pissarev. Ils se plongent ensuite dans la pensée chrétienne de Khomiakov et Soloviov. Ils sont également frappés par Les Frères Karamazov de Dostoïevski.
Evgueni Troubetskoï entre en 1881 à la faculté de droit de l'université de Moscou qu'il termine en 1885, puis s'engage au régiment de grenadiers de Kiev qui est alors cantonné à Kalouga et où il devient officier. En avril 1886, il reçoit le titre de privat-dozent du lycée juridique Demidov, après avoir défendu sa thèse intitulée À propos de l'esclavage dans la Grèce antique. Il fait la connaissance de Vladimir Soloviov en 1887 chez Lev Lopatine, dont il devient l'élève et le disciple, bien que ne partageant pas son idée d'œcuménisme.
Il se marie à l'été 1887 avec la princesse Véra Alexandrovna Chtcherbatova, fille du maire de Moscou, et descendante d'une famille de l'ancienne aristocratie De cette union, sont issus trois enfants: Sergueï, Alexandre et Sophie. Ils passent les mois d'été dans le domaine de la famille Chtcherbatov à Naro. Il passe sa thèse magistérielle en 1892 portant sur L'Idéal socio-religieux de la chrétienté occidentale au Ve siècle dans la conception du monde de saint Augustin à la suite de laquelle il est privat-dozent de l'université. En 1897, il reçoit le titre de professeur de la faculté Saint-Vladimir de Kiev après sa thèse intitulée L'Idéal socio-religieux de la chrétienté occidentale au XIe siècle. L'idée du royaume céleste chez Grégoire VII et les penseurs de son époque.
Le comte de Witte pense à lui pour son cabinet de 1905 au poste de ministre de l'Instruction publique, mais comprend après quelques rendez-vous qu'il est plus fait pour une carrière universitaire que pour une carrière politique.
La Société philosophico-religieuse de Moscou en mémoire de Soloviov est formée en novembre 1905 pour perpétuer la pensée du philosophe (mort en 1900 au château d'Ouzkoïe au sein de la famille de Sergueï Troubetskoï) et en témoignage pour ce dernier mort à la fin de septembre 1905. Evgueni Troubetskoï est membre de cette société.

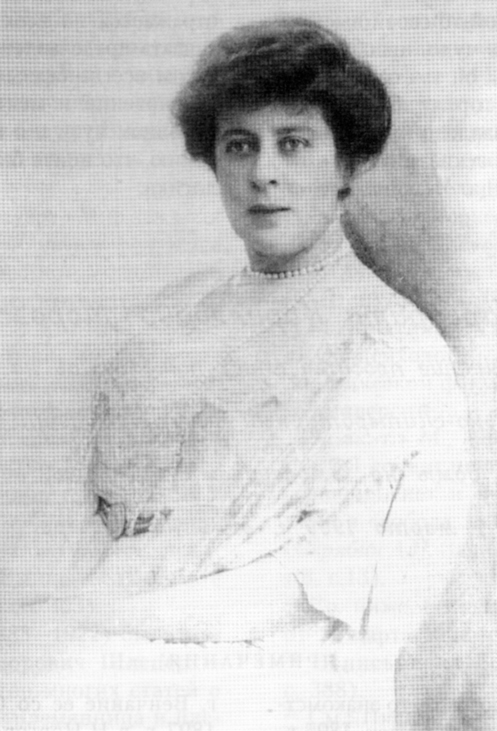
Photographie de Margarita Morozova

Le prince Troubetskoï est nommé en 1906 professeur de l'histoire de la philosophie du droit à l'université de Moscou. Il fait la connaissance en mai 1905 de la mécène Margarita Morozova (1873-1958) qui organise dans son luxueux hôtel particulier de Moscou la Conférence des zemstvos avec trois cents participants, dont les frères Troubetskoï. Elle finance l'Hebdomadaire de Moscou (1905-1910), traitant de questions socio-politiques (La Russie est alors secouée par les énévements de 1905) dont elle confie le poste de rédacteur en chef à Evgueni Troubetskoï. Commence alors une histoire d'amour entre deux êtres épris de philosophie, mais qui ne peut conduire nulle part, car le prince étant marié, ils doivent sacrifier leur inclination pour demeurer fidèles à l'idéal chrétien. Une longue amitié épistolaire et philosophique se prolonge jusqu'à la mort du prince après la Révolution d'Octobre, qui est, selon le professeur Alexandre Nossov, un témoignage unique de l'histoire de la pensée russe.
En 1910, la riche mécène fonde la maison d'édition, La Voie, qui publie des ouvrages philosophico-littéraires qui, outre ceux de Troubetskoï, fait paraître des ouvrages de Sergueï Boulgakov, Vladimir Ern ou Paul Florensky, entre autres.
Le prince Troubetskoï est proche au départ du parti KD, avant de devenir le cofondateur d'une mouvance politique, le parti de la Rénovation pacifique, à la Première douma. Son organe de presse non officiel est l'Hebdomadaire de Moscou. Le prince y fait paraître plus de trois cents articles, prévoyant dès 1907 une catastrophe pour la Russie, si elle ne change pas d'organes étatiques. Il est membre du Conseil d'État en 1907-1908 et en 1915-1917.
Il démissionne de l'université de Moscou en 1911 en signe de solidarité avec plusieurs professeurs qui sont renvoyés pour avoir protesté contre la perte d'autonomie de l'université. Dès lors, il s'installe avec sa famille dans son domaine de Beguitchevo non loin de Kalouga.
Il écrit pour La Voie et La Pensée russe et se rend de temps à autre à Moscou pour donner des cours à l'université populaire Chaniavski et participer à des séances de la Société philosophico-religieuse de Moscou (dont son frère fut le cofondateur).
Il assiste à la Révolution de Février avec un certain espoir, mais il est opposé à la Révolution d'Octobre, d'abord à cause de fondements philosophiques incompatibles. Il fait partie du jury à la thèse d'Ivan Iline, en qualité de contradicteur, le 19 mai 1918. Ensuite il est menacé par le nouveau régime communiste. Il doit quitter Moscou, puis rejoint les Blancs, chez qui son frère Grigori est chef de l'administration des Affaires religieuses. C'est au milieu d'eux qu'il meurt du typhus près de Novorossiisk.

## Quelques publications

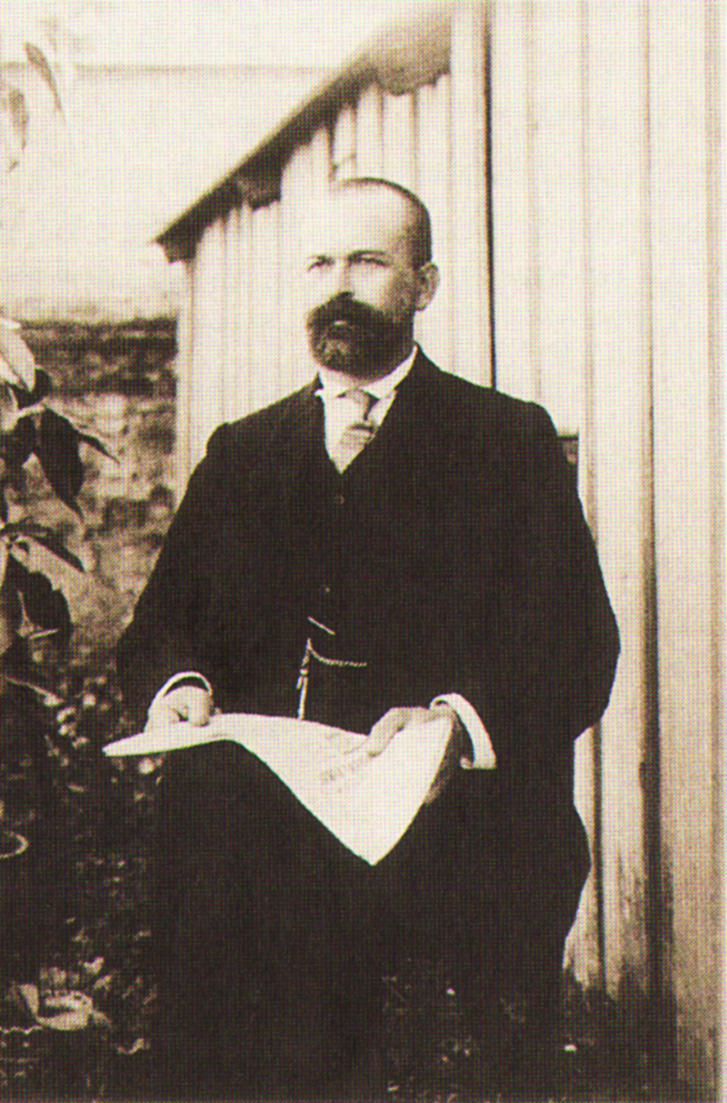
Photographie du prince Troubetskoï en 1910

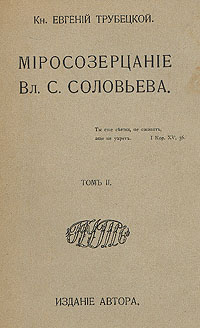
Couverture de La Conception du monde de Vladimir Soloviev (1913)

- О рабстве в древней Греции [À propos de l'esclavage dans la Grèce antique], Iaroslavl, 1886.
- Религиозно-общественный идеал западного христианства в V в. Миросозерцание блаженного Августина [L'Idéal socio-religieux de la chrétienté occidentale au Ve siècle. La conception du monde de saint Augustin], Moscou, 1892 (thèse magistérielle).
- История философии права (древней, новой, новейшей): Лекции [L'Histoire de la philosophie du droit (ancienne, nouvelle et contemporaine)], Kiev, 1893—1899.
- Религиозно-общественный идеал западного христианства в XI в. Идея Божеского царства у Григория VII и публицистов — его современников. [L'Idéal socio-religieux de la chrétienté occidentale au XIe siècle. Le concept du royaume de Dieu chez Grégoire VII et les penseurs de son époque] Kiev, 1897 (thèse de doctorat)
- Философия Ницше: Критический очерк. [La Philosophie de Nietzsche. Essai critique], Moscou, éd. Kouchner & Co, 1904.
- Articles dans le journal « Le Droit »: № 15 — «L'Église et le mouvement de libération», № 39 — «La Guerre et la Bureaucratie», «Réponse aux gouverneurs», «Le Krach», etc.
- Articles dans la revue «Questions de philosophie et de psychologie»: «Les idéaux politiques de Platon et d'Aristote», «La Philosophie de la théocratie chrétienne», «La Philosophie du droit du professeur Petrajitski», «Liberté et Immortalité», etc.
- История философии права (древней) [Histoire de la philosophie du droit (ancienne)], 1re éd., Kiev, impr. Yakovlev, 1899, 179 pages.
- Энциклопедия права [Encyclopédie du droit], 1re éd., Moscou: éd. Levensohn, 1908, 223 pages.
- Социальная утопия Платона [L'Utopie sociale de Platon], Moscou, 1908.
- Миросозерцание В. С. Соловьева [La Conception du monde de Vladimir Soloviev], éd. La Voie, Moscou, 1913; réédité à Moscou en 1994-1995 (2 tomes).
- Смысл войны [Le Sens de la guerre], Moscou, éd. Mamontov, 1914.
- Смысл жизни [le Sens de la vie], Moscou, éd. Mamontov, 1914; 2e éd. corrigée en 1918 (éd. Sytine, Moscou); rééd. en 1922 (Berlin), puis en 1994 (Moscou).
- Война и мировая задача России [La Guerre et la mission mondiale de la Russie], Moscou: éd. Sytine, 1915.
- Национальный вопрос, Константинополь и святая София: Публичная лекция [La Question nationale, Constantinople et Sainte-Sophie. Cours public], Moscou, 1915.
- Два мира в древнерусской иконописи [Les deux mondes des icônes de l'Ancienne Russie], 1916.
- Умозрение в красках. Вопрос о смысле жизни в древнерусской религиозной живописи [Spéculation en couleurs. La question du sens de la vie dans la peinture religieuse russe ancienne], Moscou, éd. Sytine, 1916; réédité en 1991.
- Анархия и контрреволюция [Anarchie et contre-révolution], Moscou, 1917.
- Революция и национальный подъем [La Révolution et le soulèvement national], Moscou, 1917.
- Метафизические предположения познания. Опыт преодоления Канта и кантианства [ Présupposés métaphysiques de la connaissance. Essai de réforme de Kant et du kantisme], Moscou: éd. «Русская печатня» [Imprimerie russe], 1917.
- Из прошлого [Du passé], Moscou, 1917; (2е éd. Vienne, 1920).
- Смысл жизни [Le Sens de la vie], éd Sytine, 1918; (2е éd. Berlin, 1922).
- Великая революция и кризис патриотизма [La Grande révolution et la crise du patriotisme], Omsk, 1919.
- Этюды по русской иконописи [Études sur la peinture d'icônes russes], Moscou, 1921.
- Иное царство и его искатели в русской народной сказке [Le Véritable royaume et ses chercheurs dans le conte populaire russe], Moscou, 1922.
- Воспоминания [Souvenirs], Sofia, 1922.

## Source
- (ru) Cet article est partiellement ou en totalité issu de l’article de Wikipédia en russe intitulé « Трубецкой, Евгений Николаевич » (voir la liste des auteurs).